# Muntele Hass
Muntele Ḥaṣṣ sau Muntele Aḥaṣṣ (în arabă جبل الحص sau جبل الأحص; în  siriană vernaculară de nord: ǧabal əl-Ḥəṣṣ) este un platou înalt de 500 de metri (înălțime maximă 638 m) la marginea nordică a deșertului sirian. Acesta este situat în Districtul Safīrah din Guvernoratul Alep din Siria.

## Locație și descriere
Platoul se întinde pe o lungime de 60 km, cu o lățime de aproximativ 30 km pe partea de vest a Lacului Jabboul de la Safīrah în nord până la  Sabkhat Kharāyij (în arabă سبخة الخرايج) și  Sabkhat Ḥammām (în arabă سبخة همام) în sud. La est se află Câmpia Qinnasrin (câmpia sudică Alep) și câmpia Maṭkh. O altitudine mai mică numită Muntele Shabīth (în arabă جبل شبيث) (cel mai înalt punct 360 m) se găsește în sud-est, dincolo de care se află Sabkhat Shabīth (în arabă سبخة شبيث). Câmpia din Khunāṣir se separă între Muntele Ḥaṣṣ și Muntele Shabīth.
Zona are mai mult de 150 de sate locuite de beduini sau de oameni de origine beduinică. Este una dintre cele mai sărace regiuni din Siria. Un proiect de dezvoltare își propune să îmbunătățească nivelul de trai.
O cetate antică datând din antichitatea clasică a fost descoperită recent pe Muntele Ḥaṣṣ.